# Sybra ochreicollis
Sybra ochreicollis là một loài bọ cánh cứng trong họ Cerambycidae.